# Mermoz (bande dessinée)
Pour les articles homonymes, voir Mermoz.
Mermoz est une série de bande dessinée parue dans le journal de Spirou de 1955 à 1956.
- Scénario : Charlier.
- Dessins : Hubinon.

## Synopsis
Une biographie du célèbre aviateur Jean Mermoz.

## Albums aux éditionsDupuis[2]
- 1956 : Édition originale belge et française.
- 1985 : Réédition sous le titre Mermoz.
- 1990 : Réédition dans la collection figures de proue.